# Klein Laar
Klein Laar is een gehucht in Vrasene, deelgemeente van Beveren-Kruibeke-Zwijndrecht in de Belgische provincie Oost-Vlaanderen.
Het gehucht ligt bijna twee kilometer ten westen van het dorpscentrum van Vrasene. Ten zuidwesten ligt het gehucht Groot Laar; ten noodwesten het gehucht Voshoek.

## Geschiedenis
De kaart van Fricx uit het begin van de 18de eeuw duidt de plaatsnaam Petit Laer aan. De Ferrariskaart uit de jaren 1770 toont het gehucht T' Cleynlaer, afhankelijk van Vrasene. Ten noordwesten van het gehucht duidt de kaart een windmolen aan, de 17de-eeuwse Laarmolen.
Op het eind van het ancien régime, toen tijdens de Franse bezetting op het eind van de 18de eeuw de gemeenten werden gecreëerd, werd het gehucht ondergebracht in de gemeente Vrasene.
De Atlas der Buurtwegen uit 1841 toont het gehucht klein Laer. De Vandermaelenkaart uit het midden van de 19de eeuw duidt plaats aan als Kleyn Laer en toont ook de Laer Molen.
De Laarmolen werd in 1931 gesloopt.

## Bezienswaardigheden
- De kapel gewijd aan Onze-Lieve-Vrouw van Lourdes, gebouwd rond 1880

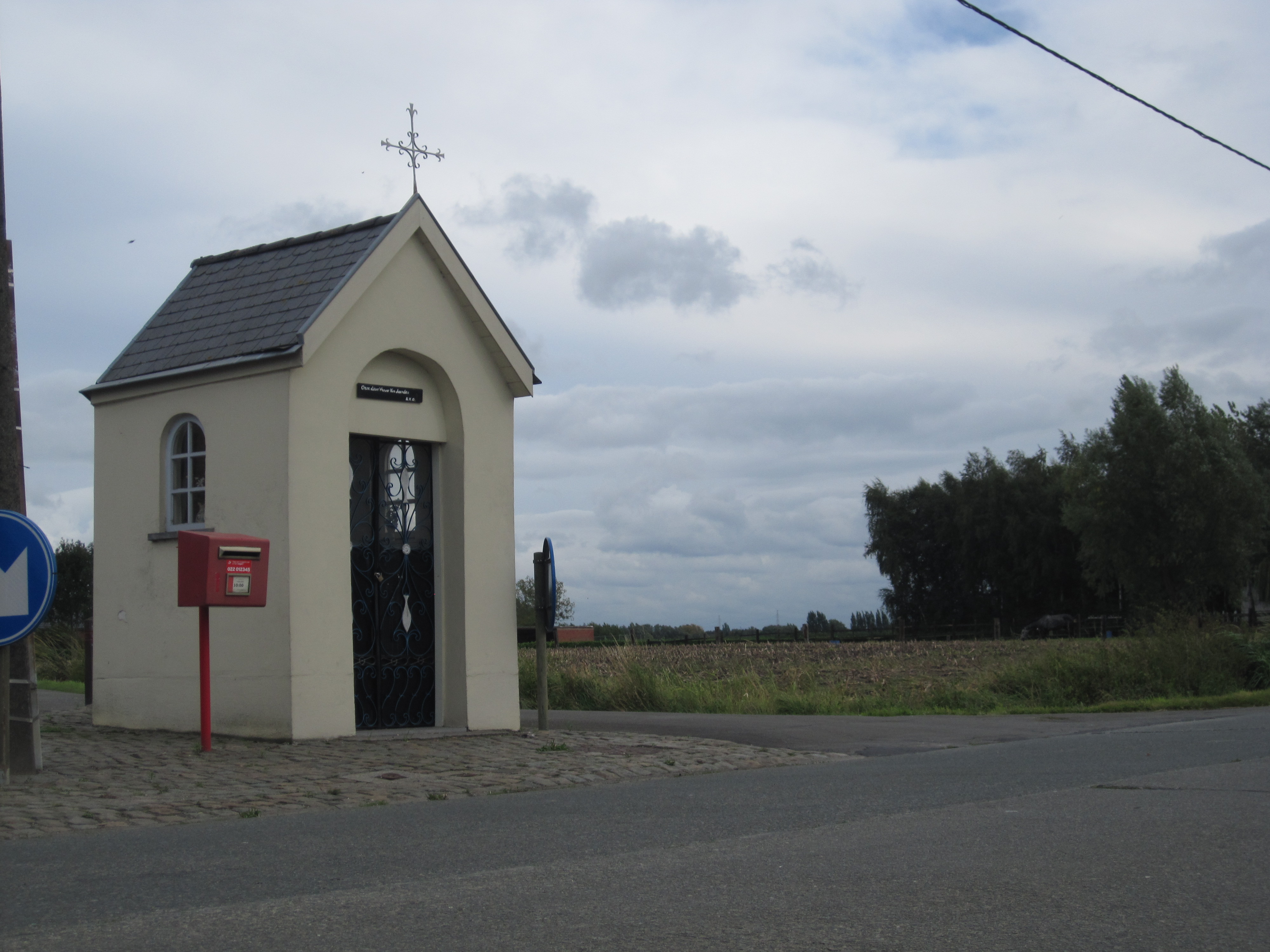
Kapel Onze-Lieve-Vrouw van Lourdes
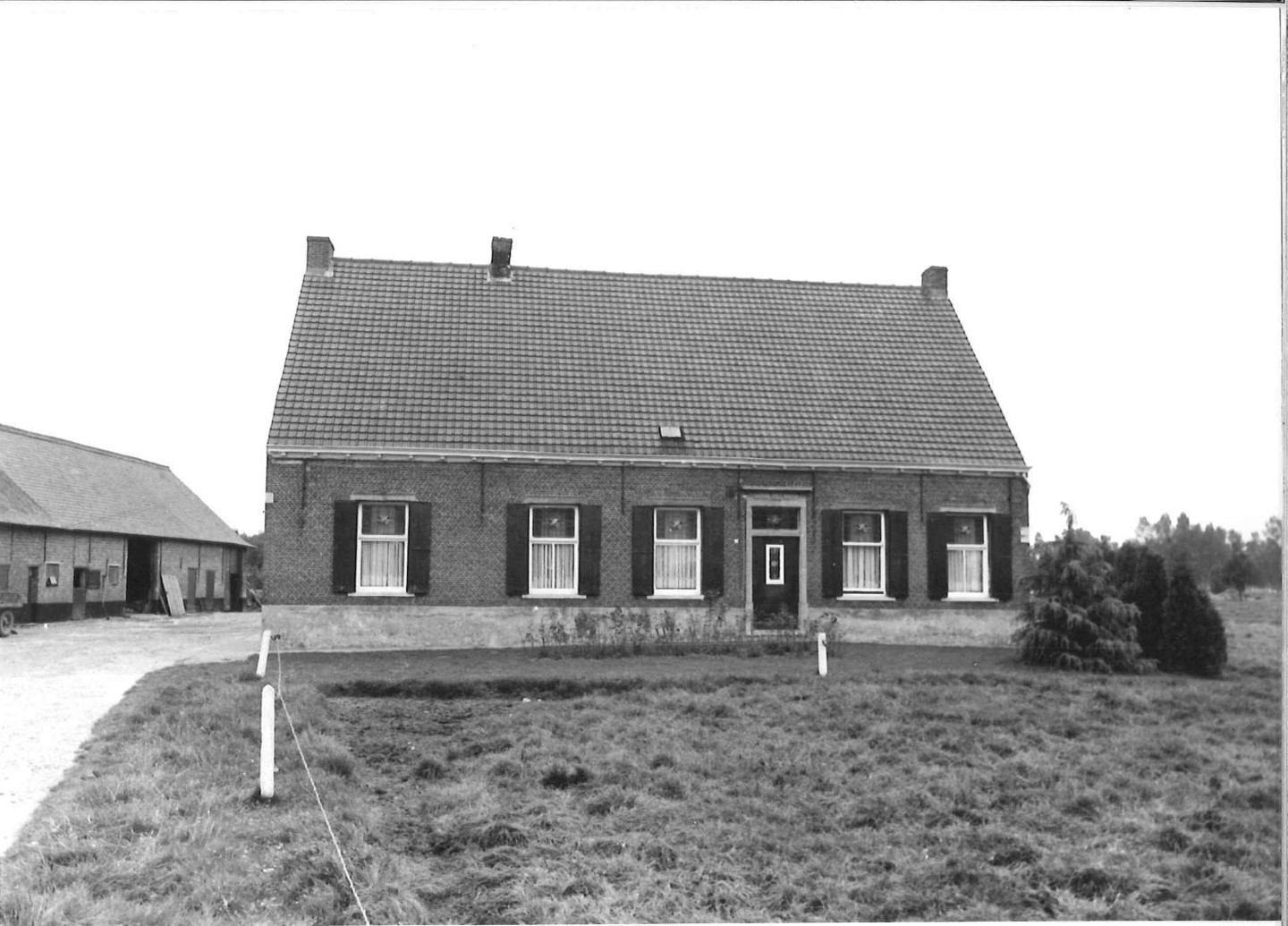
Boerenwoning, Kleine Laarstraat 25
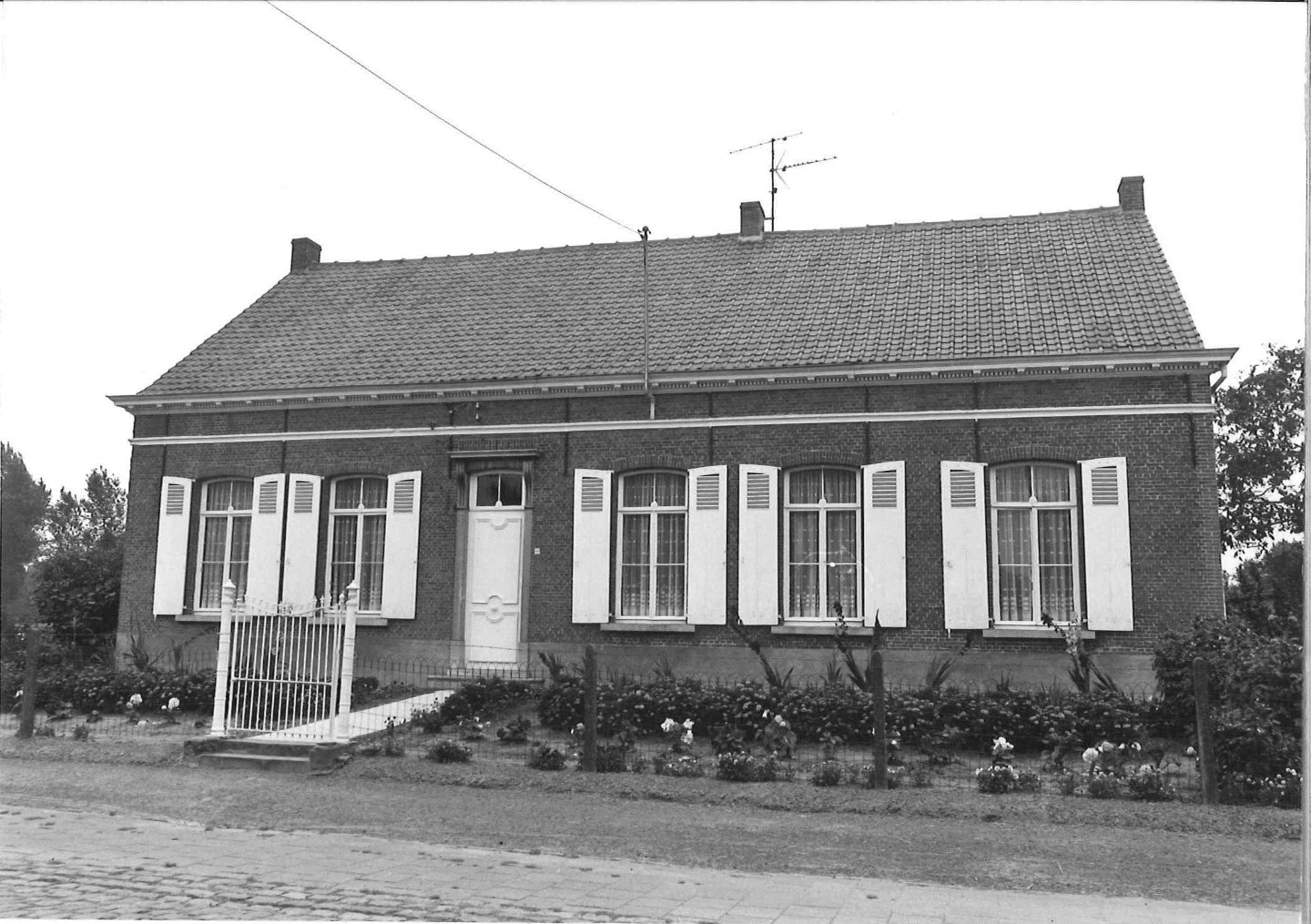
Boerenhuis, Kleine Laarstraat 39
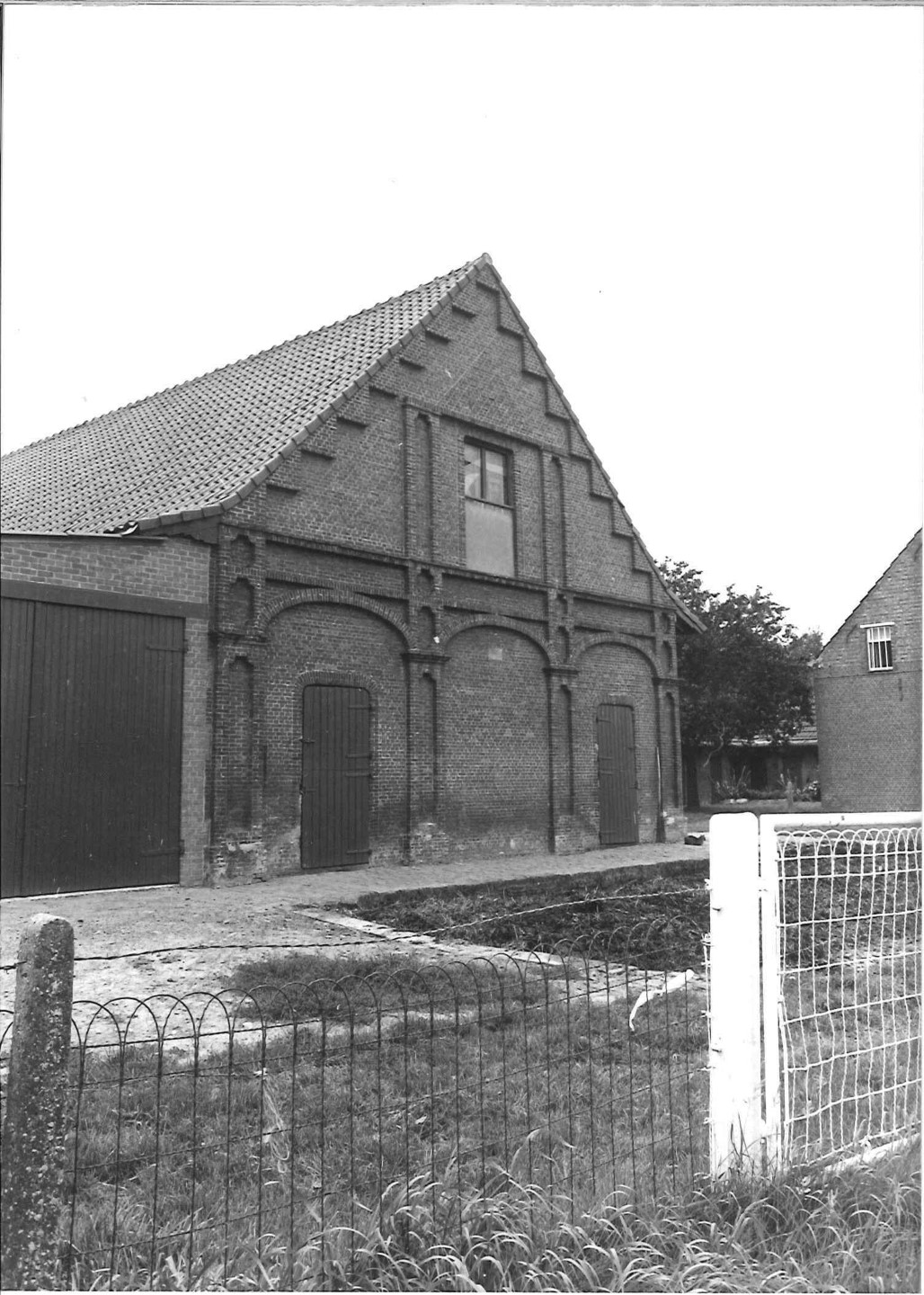
Dwarsschuur, Kleine Laarstraat 39

Deelgemeenten: Bazel · Beveren · Burcht · Doel · Haasdonk · Kallo · Kieldrecht · Kruibeke · Melsele · Rupelmonde · Verrebroek · Vrasene · Zwijndrecht

Overige dorpen en gehuchten: Beestenhoek · Bloempot · De Bank · Doorn · Es · Gaverland ·  Geslecht · Groot Laar · Halve Maan · Hoogeinde · Hoogstraat · Kalishoek (Doel) · Kalishoek (Melsele) · Kemphoek · Klein Laar · Melseledijk· Mosselbank (Haasdonk) · Mosselbank (Vrasene) · Nieuwe Parochie · Ouden Doel · Oudendijk · Ponjaard · Prosperpolder · Puiput · Rapenberg · Rapenburg · Saftingen · Sint-Antoniushoek · Smoutpot · Stenen Kruis · Tijskenshoek · Vendoorn · Verrebroekse Blikken · Vijfstraten · Vliegenstal · Voshoek · Westakkers · Wilden Haan · Zillebeek · Zwaantje

Belgische gemeenten · Arrondissement Sint-Niklaas · Oost-Vlaanderen · Vlaanderen